# Imhotep Múzeum
Az Imhotep Múzeum Egyiptomban, a szakkarai nekropoliszban található.

## Története
A múzeumot Imhotep ókori egyiptomi építészről, a Dzsószer-piramis építőjéről nevezték el. Építését már 1990 óta tervezik a Régiségek Legfelsőbb Tanácsa stratégiai programja keretén belül, de csak 1997-ben fogtak hozzá, miután találtak olyan helyet a fennsíkon, ahol épülete illeszkedik a környezethez. Az építkezés 2003-ban fejeződött be, a múzeum 2006. április 26-án nyílt meg. A légkondicionált múzeum biztonságosabb helyet nyújt a leleteknek, mint a régészeti lelőhelyeken hagyományosan található raktárak.

## Gyűjteménye
A múzeumnak hat nagy terme van, melyben a szakkarai ásatások során talált leletek különböző témák szerint csoportosítva tekinthetőek meg. Kiállítási tárgyai közé tartozik többek közt egy ptolemaida kori múmia, melyet Zahi Hawass fedezett fel Teti piramiskomplexuma ásatásakor, valamint egy nagy kettős szobor, melyet Unisz piramiskomplexumának felvezető útja közelében találtak, és amely a XIX. dinasztia idején élt Mut-főpapot, Amenemopetet ábrázolja feleségével. Az előcsarnokban a nyitáskor Dzsószer szobrának egy töredéke volt található, az uralkodó és építésze, Imhotep nevével. Ez a kairói Egyiptomi Múzeum gyűjteményének részét képezte, és csak pár hónapig volt itt kölcsönben.
A második teremben a szakkarai térség különféle ásatásainak régészeti leletei láthatóak, időszakos váltásban. A harmadik terem témája az egyiptomi művészet; fa és kő edények, szobrok és sztélék mellett megtekinthetőek a szerszámok, melyeket a szakkarai piramisok építkezéskor használtak. A negyedik teremben Dzsószer lépcsős piramisának komplexumából találhatóak építészeti elemek, többek közt oszlopok, valamint kék és zöld fajanszcsempék, melyek a piramiskomplexum alatti termek falát díszítették. Imhotep egy kis szobra is ebben a teremben áll. Az ötödik teremben temetkezési kellékek láthatóak a VI. dinasztia korától az újbirodalomig.
A Jean-Philippe Lauer francia egyiptológusnak szentelt galériában az 1920-as évektől kezdve körülbelül 75 évig a Dzsószer-komplexumot ásató egyiptológus személyes tárgyai és fényképei láthatóak.

## Fordítás
- Ez a szócikk részben vagy egészben  az   Imhotep Museum című angol Wikipédia-szócikk ezen változatának fordításán alapul.  Az eredeti cikk szerkesztőit annak laptörténete sorolja fel. Ez a jelzés csupán a megfogalmazás eredetét és a szerzői jogokat jelzi, nem szolgál a cikkben szereplő információk forrásmegjelöléseként.